# ديفيد نافاس
ديفيد نافاس (بالإسبانية: David Navas)‏ هو دراج إسباني، ولد في 10 يونيو 1974 في آبلة في إسبانيا.

## وصلات خارجية
- ديفيد نافاس على موقع الاتحاد الدولي للدراجات (الإنجليزية)
- ديفيد نافاس على موقع أرشيف الدراجات (الإنجليزية)
- ديفيد نافاس على موقع إحصائيات الدراجات الإحترافية (الإنجليزية)
- ديفيد نافاس على موقع نسبة الدراجات (الإنجليزية)